# Медиаплеер
Медиаплеер (также проигрыватель мультимедиа или мультимедиапроигрыватель) — компьютерная программа, предназначенная для воспроизведения файлов мультимедиа-содержимого.
Одна разновидность медиаплееров предназначена для воспроизведения только аудио- или же видеофайлов, и которые называются, соответственно, — аудиоплеер и видеоплеер. В основном все видеоплееры делятся на несколько типов: простые (для работы на слабых ПК), универсальные и специализированные (специфические и профессиональные программы для решения уникальных задач). Примерно по такому же принципу делятся и аудиоплееры. Разработчики таких плееров стремятся сделать их как можно более удобными для воспроизведения соответствующих форматов.

Другая разновидность программ-медиаплееров поддерживают как аудио так и видео (включая множество медиаконтейнеров) и называется мультимедиа-центры.
Большинство современных операционных систем по умолчанию содержат в своём составе медиаплееры: например,Windows — Windows Media Player, Mac OS X — QuickTime Player (для воспроизведения видео в формате QuickTime) и iTunes (для некоторых других форматов),
Linux — Amarok, Rhythmbox или иные (в зависимости от дистрибутива).
Медиаплееры есть в телевизорах Smart TV и ресиверах цифрового телевидения.